# Sassari-Cagliari 1972
La Sassari-Cagliari 1972, ventiduesima edizione della corsa, si svolse il 4 marzo 1972 su un percorso di 225 km. La vittoria fu appannaggio del belga Albert Van Vlierberghe, che completò il percorso in 5h41'37", precedendo gli italiani Giancarlo Polidori e Romano Tumellero.

## Ordine d'arrivo (Top 10)
| Pos. | Corridore              | Squadra   | Tempo    |
| ---- | ---------------------- | --------- | -------- |
| 1    | Albert Van Vlierberghe | Ferretti  | 5h41'37" |
| 2    | Giancarlo Polidori     | Scic      | s.t.     |
| 3    | Romano Tumellero       | Dreher    | s.t.     |
| 4    | Arnaldo Caverzasi      | Filotex   | s.t.     |
| 5    | Pietro Guerra          | Salvarani | s.t.     |
| 6    | Josef Fuchs            | Filotex   | s.t.     |
| 7    | Marino Basso           | Salvarani | a 52"    |
| 8    | Georges Barras         | Molteni   | s.t.     |
| 9    | Franco Bitossi         | Filotex   | s.t.     |
| 10   | Roger De Vlaeminck     | Dreher    | s.t.     |